# Домаћа коза
Домаћа коза, или једноставно коза (лат. Capra aegagrus hircus), домаћа је животиња, подврста дивље козе (лат. Capra aegagrus) из Азије и источне Европе. Мужјак козе назива се јарац, а младунче јаре. Коза је члан животињске породице Bovidae и козно—антилопске потпородице Caprinae. Козе су блиско сродне са овцама. Постоји преко 300 засебних типова коза. Козе су једна од најраније доместикованих врста животиња, и коришћене су за млеко, месо, крзно, и кожу широм света. Козје млеко се обично претвара у козји сир.
Године 2011, постојало је више од 924 милиона коза широм света, према подацима УН Организације за храну и пољопривреду.

## Историја
Козе су међу најраније доместикованим животињама. Једна недавна генетичка анализа је потврдила археолошки доказ да је дивља врста Bezoar ibex са Загроских планина највероватније првобитни предак свих домаћих коза данашњице.
Неолитски пољопривредници су почели да прикупљају стада дивљих коза превасходно ради лаког доступа млеку и месу, као и због њиховог измета, који је био употребљаван као гориво, и њихових костију, длаке и жила за одећу, грађевински материјал и оруђа. Најранији остаци доместикованих коза потичи од пре 10.000 година и нађени су у Гањ Дару у Ирану. Козји остаци су нађени на археолошким локацијама у Јерихону, Чога Мамију, Џејтуну, и Чајону, према којима се доместикација коза у Западној Азији датира на између пре 8.000 и 9.000 година. Студије ДНК евиденције сугеришу да је до доместикације дошло пре око 10.000 година.
Историјски, козја кожа је коришћена као вид посуде за воду и вино при путовању и транспорту вина за продају. Она је исто тако коришћена за прављење пергамента.

## Узгој
Козе су веома заступљене у земљама са екстензивном пољопривредном производњом, премда њихова популација бележи раст и у богатијим земљама, највише због нетолерантности појединих група људи на кравље млеко. Гледано у односу на димензије тела, коза даје више млека (у односу на сопствену тежину) него било која друга животиња — до 3kg млека дневно.
Најзначајније и најзаступљеније расе домаћих коза у Србији су: 
- Алпска коза - пореклом из француског дела Алпа.
- Санска коза - пореклом из долине Санен у Швајцарској.

## Размножавање
Коза достиже полну зрелост са 5 месеци (мужјак) односно 7 месеци (женка) живота. Коза је плодна до седме године старости, и обично рађа 1 до 3 младунчета. Циклус код козе траје 21 дан, почиње у јесен и понавља се неколико месеци уколико не дође до оплођења, еструс траје око једног до 3 дана. Гестациони период козе траје око 150 дана.

## Значај
Козе се гаје ради млека, меса, коже и длаке.
Козје млеко је здравије од крављег и лакше се вари. Од њега се може правити сир. Најпознатија млечна раса је санска коза, а затим алпска коза. 
Месо се такође користи у исхрани, иако није цењено као кравље, свињско или овчје. Од раса које се гаје првенствено због меса, позната је бурска коза.
Од козје коже се праве веома меке и удобне рукавице. Понегде се и крзно (кострет) од појединих врста користи за производњу одевних предмета.
Неке расе (ангорска и кашмирска коза) се гаје због своје квалитетне длаке, која се шиша као код оваца.

## Расе
- Санска коза
- Бурска коза - устаљена месната раса са извесним прилагођавањима, скромна, отпорна, плодна раса првенствено за производњу квалитетног меса.
- Француска санска коза
- Тогенбуршка коза - после Санске, најзначајнија за козарство у Швајцарској, јер је врло продуктивна, отпорна и чврста планинска раса.
- Нубијска коза - потиче из Нубије и распрострањена је углавном у Египту, Етиопији и јужној Африци. Крупна раса која се одликује млечношћу и изгледом.
- Немачка бела оплемењена коза
- Немачка шарена племенита коза - Ова раса је нешто отпорнија од Немачке беле племените козе, али је зато и нешто мање млечна.
- Холандска бела коза
- Ирска коза
- Ангорска коза
- Кашмирска коза
- Француска алпска коза или Алпска коза (Алпине)
- Домаћа бела коза - настала укрштањем балканских коза нижих подручја са мужјацима санске козе.
- Домаћа брдска коза - Гаји се у најтежим условима, тј. налази се онде где друге домаће животиње не могу наћи довољно хране за своје одржавање.
- Српаста швајцарска коза
- Падајућа коза
- Патуљаста коза

## Пољопривреда
Коза је корисна људима када живи и када је мртва, прво као обновљиви снабдевач млеком, стајским ђубривом и влакнима, а затим као месо и кожа.
 Неке добротворне организације пружају козе осиромашеним људима у сиромашним земљама, јер су козе једноставније и јефтиније за узгој од говеда и имају вишеструку употребу. Поред тога, козе се користе за потребе вуче и преноса товара.
Дебело црево коза користи се за прављење „кетгута”, који се још увек користи као материјал за интерстиналне људске хируршке шавове и жице за музичке инструменте. Рог козе, који означава обиље и благостање (корнекопија), такође се користи за прављење кашика.

### Светска статистика популације коза
Према Организацији за храну и пољопривреду (FAO), водећи произвођачи козјег млека у 2008. години били су Индија (четири милиона метричких тона), Бангладеш (2,16 милиона метричких тона) и Судан (1,47 милиона метричких тона). Индија годишње покоље 41% од 124,4 милиона коза. Количина од 0,6 милиона метричких тона козјег меса чини 8% годишње производње меса у Индији. Приближно 440 милиона коза сваке се године закоље ради меса широм света.

### Месо
Укус јарећег меса сличан је окусу пролетњег јагњећег меса; Заправо на енглеском говорном подручју Карибских острва и неким деловима Азије, посебно Бангладешу, Пакистану и Индији, реч „” се користи за опис меса козе и овце. Међутим, неки упоређују укус козјег меса са телетином или дивљачи, у зависности од старости и стања козе. Каже се да је њен укус првенствено повезан са присуством 4-метилоктанске и 4-метилнонанске киселине. Оно се може припремити на различите начине, укључујући динстање, печење, роштиљ, конзервирање и пржење; оно може да буде млевено, зачињено каријем или припремљено у виду кобасица. Због свог ниског садржаја масти, ово месо се може очврснути на високим температурама ако се кува без додатне влаге. Једна од најпопуларнијих коза која се узгаја због меса је јужноафричка бурска коза, уведена у Сједињене Државе почетком деведесетих. новозеландски кико такође се сматра месном пасмином, као и миотонична или „падајућа коза“, пасмина пореклом из Тенесија.

### Млеко, путер и сир
Козе производе око 2% укупне светске количине млека. Неке козе се узгајају посебно ради млека. Ако се јарац јаког задаха не одвоји, његов мирис ће утицати на млеко.
Козје млеко природно има мале, добро емулгиране масне глобуле, што значи да крем остаје суспендован у млеку, уместо да се издиже до врха, као у сировом крављем млеку; стога није неопходно да се хомогенизује. Заправо, ако се млеко користи за прављење сира, не препоручује се хомогенизација, јер се тиме мења структура млека, што утиче на способност културе да коагулише млеко и на крајњи квалитет и принос сира.
Млечне козе у њиховом главном циклусу (углавном око трећег или четвртог циклуса дојења) просечно дају - 2,7 до 3,6 kg (6 до 8 lb) - дневне производње млека - отприлике 2,8 до 3,8 l (3 до 4 U.S. qt) - током десетомесечне лактације, производећи више непосредно након освежавања и постепено умањујући продукцију до краја њихове лактације. Млеко у просеку има 3,5% маслаца.
Козје млеко се обично прерађује у сир, путер, сладолед, јогурт, кајету и друге производе. Козји сир је у Француској познат под називом fromage de chèvre („козји сир”). Неке од сорти су Рокамадур и Монтрачет. Козји маслац је бео, јер козе производе млеко са жутим бета каротеном претвореним у безбојни облик витамина А. Козје млеко има мање холестерола.